# Otostigmus longistigma
Otostigmus longistigma är en mångfotingart som beskrevs av Wolfgang Bücherl 1939. Otostigmus longistigma ingår i släktet Otostigmus och familjen Scolopendridae. Inga underarter finns listade i Catalogue of Life.